# 美好的一年
是一部2006年的浪漫喜劇電影，由羅素·高爾、亞伯特·芬尼及瑪莉安·歌迪雅等主演，雷利·史考特執導。本片內容改編自一本2004年的同名小說，作者是彼得·梅爾。

## 劇情
故事由男主角麥斯·史金納的年少時期展開序幕，講述麥斯·史金納的生命和普羅旺斯的人事物交織的經歷。年輕時的麥斯·史金納（Max Skinner，費迪·夏摩亞飾）在他叔叔亨利（亞伯特·芬尼飾）位於法國東南方普羅旺斯的葡萄園裡過暑假時，從叔叔身上學習該如何體驗生活中更美好的事物。
麥斯長大後（羅素·高爾飾），在英國倫敦的證券交易所工作，他在職場表現勤勉且雄心勃勃，然而賺取金錢的方式游走在犯罪及法律邊緣。直至某日麥斯收到叔叔亨利過世的訊息，獲悉他是莊園的唯一繼承人後，他搭乘飛機前往普羅旺斯，準備將葡萄園快速賣掉。他抵達當地不久後，政府開始調查他一筆可疑的投資交易，公司高層亦叫他立即回倫敦作解釋。機緣巧合下，他未能及時趕回倫敦，最後被公司停職一個禮拜。他只好留在法國，和莊園的釀酒人法蘭西斯·杜夫（Francis Duflot），一起為莊園作必要的修復。
待在法國的期間，麥斯發覺有不少人其實不希望莊園被賣掉，包括害怕失去心愛葡萄樹的杜夫與當地的一個咖啡店老闆芬妮（Fanny Chenal，瑪莉安·歌迪雅飾）。在他猶豫不決之際，一位來自加州納帕郡的品酒師克莉絲蒂·羅勃茲（Christie Roberts，艾比·寇尼許飾）突然出現，並宣稱她是亨利的私生女。麥斯意識到但未告訴她：法國的法律規定，即便克莉絲蒂並非亨利合乎法律定義的女兒，她仍然擁有莊園和葡萄園的合法繼承權。如同麥斯先前所做的，克莉絲蒂發現自釀的葡萄酒味道不甚理想，但是她對麥斯提供的精品酒「失落的角落」留下深刻印象，指出該款酒幾種有趣的特徵。眾人在杜夫家共進晚餐期間，麥斯在微醺之際，擔心克莉絲蒂可能會聲稱自己擁有莊園，隨即粗魯地質問了後者。
另一方面，麥斯的私人助理傑瑪透過遠程通訊，向他警告證券交易所其他員工野心勃勃的行動，為了確保自己不被倫敦證券交易所的年輕交易員肯尼篡奪現有的職場位置，麥斯不但繼續透過傑瑪指揮交易，還故意提供肯尼錯誤的建議令其被解僱。後來麥斯發現自己迷戀上了芬妮，加著聽說芬妮離開先前的情感對象，與芬妮交流後發生關係。翌日早晨，芬妮離開麥斯，期盼麥斯回到倫敦的生活。幻想破滅的克莉絲蒂亦決定繼續前進。麥斯在整理東西的過程中發現了亨利的回憶錄，其中包含克莉絲蒂的遺產證據文件。麥斯向克莉絲蒂告別的同時，將她正在閱讀的書中無法解釋的便條交給她。麥斯通知杜夫即將進行莊園銷售時，獲知精品酒「失落的角落」其實是亨利和杜夫採用規避葡萄酒分類與名稱法的葡萄所釀製。
麥斯在莊園出售後返回倫敦，公司董事長奈傑爾爵士（Sir Nigel）向他提出一項選擇：大筆的離職協議或是貿易公司的合夥企業，麥斯在會議室晤談期間，向奈傑爾爵士問起先前曾在芬妮的餐廳看過、現今放在辦公室的文森·梵谷的作品《有絲柏的道路》，奈傑爾不屑一顧地稱道作品真跡保存在保險庫中，而辦公室裡展示的則是價值20萬美元的仿畫。此番對話也讓麥斯重新思考，自己是否還想變成像奈傑爾那樣利益至上、但對生命美好麻木不仁的人。
麥斯偽造他給克莉絲蒂的告別信，同時附上照片證實克莉絲蒂是亨利的女兒和擁有整個莊園的所有權，令莊園的出售無效。其後揭露麥斯曾在小時候為亨利簽署支票，所以才能夠模仿亨利的筆跡。最終麥斯選擇出售位於倫敦的住宅，搬回普羅旺斯生活，與芬妮正式成為戀人關係；克莉絲蒂也在返回普羅旺斯後，與佛朗西斯共同經營葡萄園，嘗試整合調適他們對於生產葡萄酒所抱持之截然不同的理念，這使得麥斯能夠將全部的注意力全放在芬妮的身上。

## 製作
該片於2005年8月29日開拍，於巴黎拍攝。

## 評價
該片在爛番茄的新鮮度25%，基於134條專業影評，平均分為4.8/10，多數好評傾向觀眾，觀眾評比分數65%，平均分3.6/5，駐站影評家對該片的共識評價為「《美好的一年》在一部缺乏魅力和幽默的浪漫愛情喜劇中，是一流導演和演員的典範」，在Metacritic則根據33條評論獲得47分（滿分100分），使用者平均評分6.6。

## 外部連結
- Official Website
- 互联网电影数据库（IMDb）上《A Good Year》的资料（英文）
- 爛番茄上《A Good Year》的資料（英文）